# ماچکات
ماچکات (به صربی: Mačkat) یک منطقهٔ مسکونی در صربستان است که در چایتینا واقع شده‌است. ماچکات ۱۰٫۷۶ کیلومتر مربع مساحت و ۹۰۵ نفر جمعیت دارد و ۷۵۰ متر بالاتر از سطح دریا واقع شده‌است.